# Geneva Whoppers 2022
Questa voce raccoglie le informazioni riguardanti i Geneva Whoppers nelle competizioni ufficiali della stagione 2022.

## Lega B 2022

### Stagione regolare
| Friburgo 17 aprile 2022, ore 14:00 2ª giornata | Fribourg Cardinals | 50 – 0 referto | Geneva Whoppers | Stade de Guintzet\| Arbitro: \| Gerber \| |
| Arbitro:                                       | Gerber             |                |                 |                                           |

| Plan-les-Ouates 24 aprile 2022, ore 14:00 3ª giornata | Geneva Whoppers | 0 – 50 referto | Luzern Lions | Stade des Cherpines\| Arbitro: \| Petschovsky \| |
| Arbitro:                                              | Petschovsky     |                |              |                                                  |

| San Gallo 7 maggio 2022, ore 14:30 5ª giornata | Sankt Gallen Bears | 50 – 0 referto | Geneva Whoppers | Stadion Gründenmoos\| Arbitro: \| Birnbaum \| |
| Arbitro:                                       | Birnbaum           |                |                 |                                               |

| Plan-les-Ouates 15 maggio 2022, ore 14:00 6ª giornata | Geneva Whoppers | 0 – 50 referto | Bienna Jets | Centre sportif des Cherpines\| Arbitro: \| M. Meier \| |
| Arbitro:                                              | M. Meier        |                |             |                                                        |

| Plan-les-Ouates 22 maggio 2022, ore 14:00 7ª giornata | Geneva Whoppers | 0 – 50 referto | Argovia Pirates | Centre sportif des Cherpines\| Arbitro: \| Ducommun \| |
| Arbitro:                                              | Ducommun        |                |                 |                                                        |

| Plan-les-Ouates 4 giugno 2022, ore 18:00 9ª giornata | Geneva Whoppers | 0 – 50 referto | Fribourg Cardinals | Centre sportif des Cherpines\| Arbitro: \| Gerber \| |
| Arbitro:                                             | Gerber          |                |                    |                                                      |

| Lucerna 12 giugno 2022, ore 14:00 10ª giornata | Luzern Lions | 50 – 0 referto | Geneva Whoppers | Stadion Allmend\| Arbitro: \| Birnbaum \| |
| Arbitro:                                       | Birnbaum     |                |                 |                                           |

| Plan-les-Ouates 19 giugno 2022, ore 14:00 11ª giornata | Geneva Whoppers | 0 – 50 referto | Sankt Gallen Bears | Centre sportif des Cherpines\| Arbitro: \| Ducommun \| |
| Arbitro:                                               | Ducommun        |                |                    |                                                        |

| Bienne 26 giugno 2022, ore 14:00 12ª giornata | Bienna Jets | 50 – 0 referto | Geneva Whoppers | Sportplatz Mettmoos\| Arbitro: \| B. Meier \| |
| Arbitro:                                      | B. Meier    |                |                 |                                               |

| Buchs 2 luglio 2022, ore 18:00 13ª giornata | Argovia Pirates | 50 – 0 referto | Geneva Whoppers | Sportanlage Suhrenmatte\| Arbitro: \| Urben \| |
| Arbitro:                                    | Urben           |                |                 |                                                |

## Statistiche di squadra
| Competizione      | %Vittorie | In casa | In casa | In casa | In casa | In casa | In casa | In trasferta | In trasferta | In trasferta | In trasferta | In trasferta | In trasferta | Totale | Totale | Totale | Totale | Totale | Totale |
| Competizione      | %Vittorie | G       | V       | N       | P       | Pf      | Ps      | G            | V            | N            | P            | Pf           | Ps           | G      | V      | N      | P      | Pf     | Ps     |
| ----------------- | --------- | ------- | ------- | ------- | ------- | ------- | ------- | ------------ | ------------ | ------------ | ------------ | ------------ | ------------ | ------ | ------ | ------ | ------ | ------ | ------ |
| Stagione regolare | .000      | 5       | 0       | 0       | 5       | 0       | 250     | 5            | 0            | 0            | 5            | 0            | 250          | 10     | 0      | 0      | 10     | 0      | 500    |
| Totale            | .000      | 5       | 0       | 0       | 5       | 0       | 250     | 5            | 0            | 0            | 5            | 0            | 250          | 10     | 0      | 0      | 10     | 0      | 500    |